# لين أوستين (ممثلة)
لين أوستين (بالإنجليزية: Lynne Austin)‏ هي بلاي ميت وممثلة أمريكية، ولدت في 15 أبريل 1961 في بلانت سيتي في الولايات المتحدة.

## وصلات خارجية
- لين أوستين (ممثلة) على موقع IMDb (الإنجليزية)